# Thibaud et Doralice
Thibaud et Doralice (Doralice) est un conte figurant dans le premier volume – Première Nuit, Quatrième Fable – des Nuits facétieuses, publié en 1550 à Venise sous le nom de Giovanni Francesco Straparola. Le conte constitue une version primitive de Peau d'Âne, bien que le motif de la peau d'âne n'y figure pas.

## Résumé
Thibaud, prince de Salerne, a une fille d'une très grande beauté. Alors qu'elle est sur le point de mourir, la femme de Thibaud lui fait promettre de n'épouser en secondes noces qu'une femme à qui irait l'anneau qu'elle porte au doigt. Elle meurt, et Thibaud, désirant se remarier et, plus que tout, respecter les dernières volontés de feue son épouse, fait essayer l'anneau à toutes celles qui lui sont offertes en mariage, mais il n'en trouve aucune à qui il aille. Un jour, sa fille Doralice voit l'anneau sur une table et, innocemment, l'enfile à son doigt ; il lui va parfaitement. L'idée mûrit alors dans l'esprit de Thibaud d'épouser sa propre fille. Il lui fait part de cette abominable intention, et sa fille, de crainte de susciter le courroux de son père, lui cache le grand trouble que le projet lui inspire et remet sa réponse à plus tard.
Choquée, Doralice prend conseil auprès de sa nourrice. Celle-ci décide de cacher la jeune fille dans une très belle garde-robe, après y avoir mis une liqueur permettant à celui qui n'en consommerait ne fût-ce qu'un peu de se passer de nourriture pendant longtemps. Thibaud fait chercher sa fille partout, mais en vain. Quelques jours plus tard, il voit la garde-robe, qu'il décide de vendre sans en vérifier le contenu. Le meuble est acheté par un marchand genevois, qui l'emporte à bord de son navire jusqu'en Angleterre. Genèse, devenu depuis peu roi de ce pays, passant par hasard près du bateau, voit la garde-robe, l'acquiert à son tour et la fait porter dans son palais.
Pendant que Genèse est à la chasse, Doralice sort de sa cachette et fait discrètement le ménage dans la chambre du roi. Genèse finit par s'étonner de trouver sa chambre toujours si bien rangée, aussi interroge-t-il sa mère et ses servantes, qui lui disent ignorer qui est la mystérieuse fée du logis. Un jour, pour en avoir le cœur net, il fait mine de partir à la chasse loin de son palais, mais reste en réalité tapi dans un coin de sa chambre. C'est ainsi qu'il surprend Doralice. Il ne tarde pas à l'épouser et aura avec elle deux enfants.
Entre-temps, Thibaud, toujours à la recherche de sa fille, a réalisé que celle-ci se trouvait sans doute cachée dans la garde-robe qu'il a vendue. Il mène son enquête, et finit par découvrir que le meuble est passé entre les mains du roi d'Angleterre. Il arrive au pays déguisé en marchand. Près du palais du roi, il installe une échoppe de précieuses marchandises, dont des quenouilles et des fuseaux. La reine en entend parler et fait venir le vendeur au palais. Elle ne reconnaît pas son père, mais lui reconnaît sa fille. Elle lui demande le prix des quenouilles et des fuseaux, et il lui dit qu'il les lui laissera si, simplement, elle le laisse dormir une nuit dans la chambre de ses enfants, ce que la reine accepte.
La nuit, avant que Thibaud ne gagne la chambre des enfants, les servantes lui offrent un breuvage pour le faire dormir, mais Thibaud feint seulement de le boire. La chambre des princes communique avec celle de la reine et, vers minuit, Thibaud s'y rend en catimini pour y dérober un couteau qu'il a vu que la reine portait la veille. Il regagne la chambre des princes, et les tue tous les deux. Il va ensuite remettre le couteau ensanglanté à l'endroit où il l'a pris, et s'échappe par la fenêtre. Pour ne pas être reconnu, il se fait couper la barbe et se déguise en astrologue.
Après la découverte des deux meurtres, le roi, qui cherche à démasquer le coupable, fait mander l'astrologue, qui lui conseille de faire inspecter tous ceux portant un couteau à leur côté, car le meurtrier a sur lui un couteau encore ensanglanté. Genèse suit ces instructions mais, comme il ne trouve rien, il consulte de nouveau l'astrologue, qui lui dit d'inspecter aussi la reine mère et la reine Doralice. Le couteau est découvert sur cette dernière. Le roi, horrifié, la condamne alors à être, nue, ensevelie dans la terre jusqu'au cou, et qu'on continue à l'alimenter, en sorte que progressivement elle ait le corps dévoré par les vers.
Une fois son forfait accompli, Thibaud regagne son palais et là, il raconte tout à la nourrice. Celle-ci fait mine d'approuver mais, dès qu'elle en a l'occasion, elle monte sur un cheval et galope vers l'Angleterre, où aussitôt elle demande une audience au roi. Elle lui dit que sa femme la reine est innocente et lui répète ce que lui a confié le fourbe Thibaud. Genèse, convaincu, fait déterrer puis soigner Doralice. Il lève ensuite une armée et part conquérir Salerne. Thibaud, ramené en Angleterre et mis à la question, confesse ses crimes. Dès le lendemain, il est tiré par un chariot à travers la ville, est tenaillé et écartelé – comme Ganelon –, et ses membres sont jetés aux chiens.
Le roi Genèse et la reine Doralice vivent encore longtemps heureux ; ils laissent, après leur mort, de beaux enfants pour leur succéder.

## Classification
Dans Le Conte populaire français, Thibaud et Doralice est rangé par M.-L. Ténèze, selon la classification des contes-types d'Aarne et Thompson, dans les contes de type AT 510B, « L'Habit d'or, d'argent et d'étoiles ». Font également partie ce type les contes L'Ourse, de Giambattista Basile (Pentamerone, II-6) et Toutes-Fourrures (KHM 65), recueilli par les frères Grimm (sans oublier la version de Perrault, Peau d'Âne). Thibaud et Doralice, dont l'épisode de la peau d'âne est en fait absent, est aussi classé dans le type 706C (« Le Père qui voulait épouser sa fille »),.

## Commentaire
On trouve l'histoire d'une jeune fille fuyant son père qui cherche à l'épouser dans la légende concernant sainte Dymphne, mais des récits similaires figurent déjà dans des récits indiens bien plus anciens. Cet épisode sert de cadre à l'histoire de Peau d'Âne. La peau d'animal, incluse dans le conte Peau d'âne mais absente de Thibaud et Doralice, peut avoir été suggérée par un autre conte de Straparola, Le Roi Porc. Il est en effet fort possible que le recueil de contes de Straparola ait été connu, du moins de façon indirecte, de Charles Perrault, au moment où celui-ci écrivit les histoires qui le rendront célèbre. Ce rapprochement est cependant plus évident en ce qui concerne au moins un auteur français contemporain (XVIIe siècle) de contes littéraires, à savoir Madame d'Aulnoy.
[...]

## Sources et bibliographie

### Texte en ligne
- (fr) Les Facecieuses Nuictz du Seigneur Jan François Straparole, trad. Jean Louveau, Guillaume Rouille, Lyon, 1560. Voir « Premiere Nuict, Fable quatrieme », p.  56-69. – En ligne sur Google Books. – Commentaire général sur l'ouvrage : Ne contient en fait que les cinq premières Nuits ; certaines libertés sont prises avec la traduction, plusieurs récits se trouvant même remplacés par d'autres, de l'Allemand Bebel.
- (it) Giovanni Francesco Straparola, Le piacevoli notti, Libro primo, (I), Favola IV. – sur intratext.com.
- (it) Giovanni Francesco Straparola, « Fiabe Classiche – Straparola : Doralice – Notte Prima, Favola IV ».  – sur le site Parole d'Autore.

### Ouvrage de référence/ Étude
- (fr) Paul Delarue, Marie-Louise Ténèze, Le Conte populaire français, édition en un seul volume reprenant les quatre tomes publiés entre 1976 et 1985, Maisonneuve et Laroze, coll. « Références », Paris, 2002  (ISBN 2-7068-1572-8). Tome 2 (1964), p. 256-267.
- (fr) Claude Roussel, Conter de geste au XIVe siècle, Droz, Genève, 1998  (ISBN 2-6000-0266-9).